# 停止石油
停止石油（英語：Just Stop Oil）是英国的一个生態恐怖主義组织。該組織通过各種公民抵抗和直接行动的方式表達訴求，停止石油要求英國政府承诺停止開採新的化石燃料、停止頒發化石燃料許可執照。該組織成立於2022年2月14日。由於該組織通過封锁道路、破坏公物（名畫）、干擾球賽的方式表達訴求，這一組織也受到不少質疑。2022年4月1日以来，該組織的支持者已被捕近2000次，其中5名活动人士還鋃鐺入獄。停止石油表示，他们的资金都来自捐赠，其中大頭來自於气候应急基金（Climate Emergency Fund）。

## 抗議事件

### 針對体育赛事
停止石油在多个体育赛事中进行抗议活动，並使用極端性行爲來以引起公众对气候变化的关注。在2022年3月，他们的抗議者试图在阿森纳酋长球场、艾佛頓位於利物浦的葛迪遜公園球場和托定咸熱刺球場的足球比赛中干扰比赛，抗議者使用的方法包括跑上场并将自己绑在球门柱上。2023年，他们在温布尔登网球锦标赛、世界斯诺克锦标赛、橄榄球超级联赛决赛以及英國高爾夫球公開賽上进行抗议，撒橙色粉末和纸屑，干扰比赛进程。此外，他们在英国高尔夫公开赛期间向17号洞的果岭上撒橙色粉末。

### 針对交通设施
2022年4月，他们封锁了英格兰各地的多个油站，還在拦截與包围油罐车時與司機發生肢體衝突。抗議者甚至破坏了M25高速公路服务站的汽油泵。同年8月，他们封锁了伦敦市中心的多个加油站，并破坏了燃料泵。2024年，抗議者闖入倫敦斯坦斯特德機場停機坪並在多架私人飛機上噴灑橘色噴漆，當中受影響的私人飛機還包括了美國藝人泰勒絲的私人飛機。

### 針对艺术画廊
为了引起公众对气候危机的关注，停止石油的抗議者也在艺术画廊中針對名畫进行了多次抗议活动。2022年，他们分别在科陶德藝術學院、国家美术馆和皇家艺术学院中将自己粘在著名画作的画框上，例如在达芬奇的《最后的晚餐》下方的墙上喷涂了“No New Oil”（不要新石油），和向梵高的《向日葵》画作投掷番茄汤，并将手粘在画作下方的墙上。

### 針对伦敦市
停止石油在伦敦市内进行了多次大规模抗议，严重影响了城市交通和日常生活。2022年10月，他们在伦敦封锁道路和桥梁，攀爬达特福德跨河道路，导致桥梁关闭36小时。在哈罗德百货公司、内政部、军情五处、英格兰银行和新闻集团外喷涂橙色油漆，甚至在杜莎夫人蜡像馆的查尔斯三世蜡像上抹蛋糕。2023年，他们在交通干扰活动中阻止一名母亲带着新生儿前往医院。

### 針对著名建筑和地标
停止石油在多个著名建筑和地标进行抗议，來引起人們的关注。2023年，他们在切尔西花展上向展览花园投掷橙色油漆，在伦敦自然历史博物馆喷涂复制的泰坦龙骨架，并在威灵顿拱门喷涂橙色油漆。2024年，他们破坏大英图书馆《大宪章》的玻璃外壳，也在巨石阵喷洒橙色玉米粉，破坏三块古石。